# Indophanus dakshinus
Indophanus dakshinus là một loài bọ cánh cứng trong họ Silvanidae. Loài này được Pal miêu tả khoa học năm 1982.